# Dmitrij Kontorin
Dmitrij Aleksiejewicz Kontorin (ros. Дми́трий Алексе́евич Конто́рин, ur. 14 maja?/27 maja 1900 we wsi Mosznino w guberni włodzimierskiej, zm. 10 lutego 1938) – radziecki działacz państwowy i partyjny.

## Życiorys
Ukończył Aleksandrowską Szkołę Handlową, później studiował w Archangielskim Instytucie Leśno-Technicznym, od 1918 był członkiem RKP(b), pracował jako monter w urzędzie pocztowo-telegraficznym w guberni włodzimierskiej. W latach 1918–1919 był funkcjonariuszem Transportowej Czeki, następnie (1919-1923) żołnierzem Armii Czerwonej, w latach 1923-1924 pełnił funkcję sekretarza odpowiedzialnego Aleksandrowskiego Komitetu Powiatowego RKP(b) w guberni włodzimierskiej, a w latach 1924-1925 kierownika Wydziału Organizacyjnego Komitetu Powiatowego RKP(b) w Peresławiu Zaleskim. Następnie był sekretarzem odpowiedzialnym Komitetu Powiatowego RKP(b)/WKP(b) w Peresławiu Zaleskim, między 1926 a 1927 sekretarzem odpowiedzialnym Komitetu Powiatowego WKP(b) w Wiaznikach, kolejno w latach 1928-1929 instruktorem i zastępcą kierownika Wydziału Organizacyjnego Archangielskiego Gubernialnego Komitetu WKP(b). W 1929 zajmował stanowisko sekretarza odpowiedzialnego Archangielskiego Powiatowego Miejskiego Komitetu WKP(b), później zastępcy kierownika Wydziału Organizacyjno-Dystrybucyjnego Północnego Komitetu Krajowego WKP(b), w latach 1930-1931 kierownika Wydziału Organizacyjno-Instruktorskiego Północnego Komitetu Krajowego WKP(b), a od 1931 do stycznia 1932 III sekretarza Północnego Komitetu Krajowego WKP(b). Od stycznia 1931 do 5 lutego 1937 był II sekretarzem, a od 5 lutego do września 1937 I sekretarzem Północnego Komitetu Krajowego WKP(b), od września do 5 listopada 1937 zajmował stanowisko I sekretarza Komitetu Obwodowego WKP(b) w Archangielsku.
3 listopada 1937 aresztowany, 8 lutego 1938 skazany na śmierć przez Wojskowe Kolegium Sądu Najwyższego ZSRR pod zarzutem udziału w kontrrewolucyjnej organizacji terrorystycznej i przygotowywania aktów terrorystycznych i dwa dni potem rozstrzelany. 11 sierpnia 1956 został pośmiertnie zrehabilitowany.